# Abendzauber, WAB 57
Abendzauber (La magie du soir), WAB 57, est une œuvre chorale composée par Anton Bruckner en 1878.

## Historique
Bruckner composa l'œuvre sur un texte de Heinrich von der Mattig le 13 janvier 1878 et la dédia à Carl Almeroth. L'œuvre, qui n'a pas été exécutée durant la vie du compositeur, en raison de ses difficultés d'exécution (fredonnement des voix), a été créée le 18 mars 1911 par Viktor Keldorfer avec la Wiener Männergesang-Verein (l'association des chœurs d'hommes de Vienne) et a été ensuite publiée par l'Universal Edition. L'œuvre était une composition chorale très populaire en Autrichie dans l'entre-deux-guerres.
L'œuvre, dont le manuscrit original est archivé à la Wiener Männergesang-Verein, est éditée dans le Volume XXIII/2, no 29 de la Bruckner Gesamtausgabe.

## Texte
Abendzauber utilise un texte de Heinrich von der Mattig.
| Der See träumt zwischen Felsen, Es flüstert sanft der Hain. Den Bergeshang beleuchtet Des Mondes Silberschein. Und aus dem Waldesdunkel Hallt Nachtigallensang, Und von dem See weh’n Lieder Mit zauberhaftem Klang. Ich saß am Seegestade, Vertieft in süßen Traum; Da träumte ich zu schweben Empor zum Himmelsraum. Wer könnte je vergessen Den wonnevollen Ort! Noch tief im Herzen klingen Die Zaubertöne fort. | Le lac rêve entre les rochers, La forêt murmure doucement. La pente de la montagne est illuminée Par la lumière argentée de la lune. Dans l'obscurité de la forêt, Résonne le chant du rossignol, Et du lac, des chants montent Avec une mélodie enchanteresse. J'étais assis au bord du lac, Perdu dans un doux rêve ; Je croyais planer Vers le haut du ciel. Qui pourrait jamais oublier Ce lieu merveilleux ! Au fond de mon cœur persiste cette mélodie enchanteresse. |

## Composition
L'œuvre de 82 bar en sol bémol majeur est conçue pour chœur d'hommes (TTBB), soliste ténor ou baryton. Comme dans Das hohe Lied, la première partie (58 mesures) est chantée par le soliste avec accompagnement des voix en fredonnement. À la 4e strophe (Wer könnte je vergessen), la mélodie est reprise par le chœur. Par ailleurs, quatre cors sont censés figurer des cors des Alpes et un Ferngesang (chant à distance) de voix de femmes des yodelers.
L'œuvre, qui est dans la ligne de Mitternacht, WAB 80, et des deux versions de Um Mitternacht (WAB 89 et 90), est un remarquable exemple d'imagerie de la nature. Le spécialiste de Bruckner Ernst Kurth considère cette œuvre originale, assez curieuse, comme l'une des œuvres le plus romantiques de Bruckner.

## Discographie
Le premier enregistrement de Abendzauber a eu lieu par Bryan Fairfax, avec Alfred Orda (ténor), le Chœur de la BBC et les cors de l'Orchestre Symphonique de Londres, Szymanowski - Bruckner - Schumann. A Choral Anthology – CD : Symposium Records 1423 (4 septembre 1960)
Une sélection des quelques autres enregistrements :
- Rolf Beck, Markus Krause (baryton), Süddeutsches Vokalensemble et ensemble de cors Marie-Luise Neunecker, Romantische Chormusik – CD : Koch Schwann 3 1398-2 H1, 1994
- Timothy Seelig, Timothy Jenkins (ténor), Turtle Creek Chorale et Fort Worth Symphony horns, Times of the Day – CD : Reference Records RR-67, 1995
- Jan Schumacher, Christoph Prégardien (ténor), Musica Camerata Limburg, Serenade. Songs of night and love – CD : Genuin GEN 12224, 2011 - avec "yodelers" masculins

## Sources
- Anton Bruckner – Sämtliche Werke, Band XXIII/2: Weltliche Chorwerke (1843-1893), Musikwissenschaftlicher Verlag der Internationalen Bruckner-Gesellschaft, Angela Pachovsky et Anton Reinthaler (Éditeurs), Vienne, 1989
- Cornelis van Zwol, Anton Bruckner 1824-1896 – Leven en werken, uitg. Thot, Bussum, Pays-Bas, 2012.  (ISBN 978-90-6868-590-9)
- Uwe Harten, Anton Bruckner. Ein Handbuch. Residenz Verlag, Salzbourg, 1996.  (ISBN 3-7017-1030-9).